# Henryka Pawlewska
Henryka Pawlewska z Michałowskich (ur. 1860, zm. po 1932) – działaczka społeczna i feministyczna

## Działalność
Działaczka Koła Pań Towarzystwa Szkoły Ludowej we Lwowie. Członkini komitetu budowy teatru we Lwowie (1899), Członkini zarządu Lwowskiej Pomocy Przemysłowej i współorganizatorka organizowanych przezeń jarmarków,m.in. w 1911 a także Lwowskiej Wystawy Przemysłowej. Działaczka Komitetu Pracy Oświatowej im. Marii Wysłouchowej we Lwowie (1908). Współzałożycielka Związku Równouprawnienia Kobiet Polskich we Lwowie oraz lwowskiego Komitetu Równouprawnienia Kobiet (1909–1914). Była także przewodniczącą komitetu wyborczego Marii Dulębianki do Sejmu Krajowego (1909).
Podczas I wojny światowej współorganizatorka 11 lipca 1915 roku razem z Michaliną Mościcką i Marią Kelles-Krauz Ligi Kobiet Galicji i Śląska we Lwowie przy Naczelnym Komitecie Narodowym. Następnie członkini Zarządu lwowskiego Koła Ligi (1915–1918) od 1916 wiceprzewodnicząca. Kierowniczka sekcji opieki nad Legionistami i żołnierzami Polakami, a także sekcji samokształceniowej. Delegatka na zjazdy Ligi. Przedstawicielka Ligi w Delegacji Lwowskiej Naczelnego Komitetu Narodowego. W lutym 1918 z ramienia Ligi wchodziła do komitetu koordynującego akcję (protestacyjną przeciwko postanowieniom traktatu brzeskiego pod prezesurą prezydenta Lwowa Tadeusza Rutowskiego. Członkini Naczelnego Zarządu LKGiŚ w Krakowie (1915–1918) zwolenniczka samodzielności organizacji popierająca politykę przewodniczącej Zofii Moraczewskiej. W 1918 organizatorka i kierowniczka „Ogniska” dla dzieci legionistów w Rabce.
W wolnej Polsce działaczka Ligi Kobiet Polskich, od 1918 członkini Zarządu Naczelnego. Po przewrocie majowym opowiedziała się za sanacją, od 1928 działała w Związku Pracy Obywatelskiej Kobiet, w którym była członkiem Zarządu Naczelnego.

## Życie prywatne
Córka Henryka i Ludwiki Michałowskich, kuzynka i przyjaciółka z dzieciństwa Marii Skłodowskiej-Curie. Jej mężem od 1880 r. był Bronisław Pawlewski – chemik, profesor i rektor Politechniki we Lwowie oraz członek kierownictwa Ligi Mężczyzn dla Obrony Praw Kobiet. Mieli troje dzieci, syna Tadeusza (1890–1970) oraz córki: Jadwigę późniejszą żonę Kazimierza Fabrycego (1888–1971) i Irenę (1892–1982), żonę Jerzego Szydłowskiego.

## Ordery i odznaczenia
- Krzyż Oficerski Orderu Odrodzenia Polski (9 listopada 1932)[9]